# William Chittick
William C. Chittick (* 1943 in Milford, Connecticut, USA) ist ein amerikanischer Professor für Religionswissenschaft an der Stony Brook University, State University of New York, Autor und Übersetzer verschiedener Werke über den Islam, Sufismus, Schiismus und persische Literatur. Seinen Arbeitsschwerpunkt bilden Texte aus Philosophie und Mystik.

## Leben und Werk
Chittick wuchs in Milford (Connecticut) auf und studierte Geschichte am College of Wooster in Wooster (Ohio). 1974 promovierte er im Iran an der Universität von Teheran über persische Literatur bei Seyyed Hossein Nasr. Anschließend lehrte er Vergleichende Religionswissenschaften an der Technischen Aryamehr-Universität in Teheran. Den Iran verließ er vor der Revolution. Seit 1983 ist er Professor für Religionswissenschaften am Department for Asian and Asian American Studies an der Stony Brook University im US-Bundesstaat New York.
Er ist Verfasser zahlreicher Bücher und Artikel. Viele Originaltexte übersetzte er direkt aus dem Persischen und Arabischen ins Englische. Er lieferte wegweisende Arbeiten über die islamischen Mystiker Rumi und Ibn ʿArabī und ist auch der erste englische Übersetzer der wichtigen schiitischen Schrift As-Sahifa us-Sajjadiyya.
Seit den frühen 1980er Jahren ist Chittick Mitarbeiter an der Encyclopaedia Iranica.
2011 wurde er in die Liste der 500 einflussreichsten Muslime des Prince Al-Waleed Bin Talaal Center for Muslim-Christian Understanding der Georgetown University und des Royal Islamic Strategic Studies Centre von Jordanien aufgenommen.
Chittick ist mit Sachiko Murata verheiratet.